# Consenso Federale
Consenso Federale (Spagnolo: Consenso Federal o ConFe) è stata un'alleanza elettorale di centrosinistra fondata dal Vicepresidente dell'Argentina nel 2009 a seguito della rottura di Cobos con il governo progressista peronista di Cristina Fernández de Kirchner membro del Fronte per la Vittoria, una lista rappresentante il Partito Giustizialista.
La coalizione è formata dal Partito Autonomista e Azione per la Repubblica. La coalizione non ha potuto presentarsi alle elezioni parlamentari del 2009  perché rifiutata dalla Corte elettorale. ConFe ha appoggiato i candidati dell'Accordo Civico e Sociale.